# Play (альбом Моби)
Play — пятый студийный альбом американского музыканта Моби, выпущенный 17 мая 1999 года на лейбле V2 Records. Хотя некоторые из ранних работ Моби получили признание у критиков и коммерческий успех, Play был первым альбомом, получившим успех среди широкой публики.
Одним из примечательных аспектов Play, в отличие от других альбомов в стиле «электроника» того времени, было то, как он удивительно совмещал старый госпел с фолк-музыкой в сочетании с современным хаус-ритмами. Была выпущена специальная версия альбома с серебряным кольцом в форме значка "play".
Внутри буклета, прилагающегося к альбому, есть пять коротких очерков авторства Моби по таким темам как вегетарианство, фундаментализм и гуманизм.

## Лицензированные песни
Play стал первым альбомом, все песни из которого были лицензированы для использования в фильмах, телешоу или рекламе. Например, в одной из наиболее заметных рекламных кампаний, многократный чемпион по игре в гольф, Тайгер Вудс, сыграл раунд вокруг Нью-Йорка под песню «Find My Baby». Кроме этого, есть большое количество других задокументированных фактов использования песен из альбома Play.
Когда альбом вышел, Моби лицензировал песни, так как это был единственный способ добиться, чтобы его музыку услышали. Предыдущий альбом Моби, «Animal Rights», был менее успешен, так как музыка Моби была известна, в первую очередь, среди любителей танцевальной музыки.

## Коммерческий успех
В Великобритании альбом дебютировал под номером 33 UK Albums Chart в мае 1999 года. В течение остальной части года провел только пять дополнительных недель в топ-100. В январе 2000 года альбом снова вошёл в чарты Великобритании, медленно поднимаясь он наконец достигнул первого места спустя три месяца. Очевидный результат маркетинговой стратегии заключается в том, что альбом оставался в чартах в течение нескольких лет, и разрушил прогнозы продаж для Моби и для всей танцевальной музыки, которая не считалась коммерческим жанром в США 1990-х годов (по сравнению с Европой, где Моби изначально приобрёл известность).
Всего было продано более 2-х миллионов экземпляров альбома в США, и более 12 миллионов экземпляров по всему миру. Альбом стал платиновым в 25 странах. С альбома было выпущено 8 синглов, последний сингл ещё держался в чартах в 2001 году.
Play был также признан многими критиками как лучший альбом 1999 года.

## Позиции в чартах
| Год  | Чарт                         | Позиция |
| ---- | ---------------------------- | ------- |
| 1999 | Heatseekers                  | 1       |
| 2000 | Top Canadian Albums          | 13      |
| 2000 | Top Internet Albums          | 8       |
| 2000 | Australian ARIA Albums Chart | 1       |
| 2001 | Billboard 200                | 38      |

## Список композиций
| №   | Название                         | Длительность |
| --- | -------------------------------- | ------------ |
| 1.  | «Honey»                          | 3:31         |
| 2.  | «Find My Baby»                   | 3:59         |
| 3.  | «Porcelain»                      | 4:05         |
| 4.  | «Why Does My Heart Feel So Bad?» | 4:29         |
| 5.  | «South Side»                     | 3:50         |
| 6.  | «Rushing»                        | 3:00         |
| 7.  | «Bodyrock»                       | 3:36         |
| 8.  | «Natural Blues»                  | 4:14         |
| 9.  | «Machete»                        | 3:37         |
| 10. | «7»                              | 1:02         |
| 11. | «Run On»                         | 3:45         |
| 12. | «Down Slow»                      | 1:34         |
| 13. | «If Things Were Perfect»         | 4:18         |
| 14. | «Everloving»                     | 3:25         |
| 15. | «Inside»                         | 4:48         |
| 16. | «Guitar Flute & String»          | 2:09         |
| 17. | «The Sky Is Broken»              | 4:18         |
| 18. | «My Weakness»                    | 3:37         |

## Участники записи
- Mario Caldato Jr. (песня «Honey» — микс)[11]
- Pilar Basso (песня «Porcelain» — дополнительный вокал)
- The Shining Light Gospel Choir (песня «Why Does My Heart Feel So Bad?» — вокал)
- Nikki D (песня «Bodyrock» — дополнительный вокал)
- I Monster (песня «Natural Blues» — микс)
- Gwen Stefani (песня «South Side» — вокал)
- Reggie Matthews (песня «The Sky Is Broken» — дополнительный вокал)